# Busswil bei Büren
Busswil bei Büren là một đô thị ở huyện Büren ở bang Berne ở Thụy Sĩ. Đô thị này có diện tích 3,1 km², dân số năm 2006 là 1990 người.
Busswil nằm bên sông Alte Aare. Các đô thị giáp ranh: Büetigen, Worben, Studen và Lyss.